# NRK P3

Logo des Senders

NRK P3 ist ein Hörfunkprogramm der norwegischen staatlichen Rundfunkgesellschaft Norsk rikskringkasting (NRK). Der Sender wurde nach der NRK-Radio-Reform 1993 gestartet, die von Radiodirektor Tor Fuglevik ins Leben gerufen wurde. NRK P3 ist der Jugendsender von NRK mit der Zielgruppe der 15- bis 29-jährigen Menschen. Camilla Bjørn ist Chefredakteur und Ida Eline Tangen ist Musikchef.
Moderatoren von P3 sind oder waren Aishath Afeef, Barbara Jahn, Vegard Nordahl, Thomas Numme, Steinar Sagen, Kristopher Schau, Kari Slaatsveen, Jørgen Strickert und Espen Thoresen.
Der Sender ist per Digitalradio DAB+ und Internet nahezu in ganz Norwegen zu empfangen. Bis 2017 war der Sender auch über UKW zu empfangen, wobei die UKW-Abdeckung besonders in einigen Fjordtälern lückenhaft war. Seit Januar 2018 ist P3, im Zuge Norwegens Umstellung auf digitalen Radioempfang, terrestrisch nur noch über DAB+ empfangbar.
Seit 2013 organisiert der Sender die jährlich in Oslo stattfindende Awardshow P3 Gull (deutsch: P3 Gold). Es werden Preise in den Kategorien „Newcomer des Jahres“, „Livekünstler/in des Jahres“, „Lied des Jahres“ sowie der „P3-Preis“ verliehen. Zu den bisherigen Gewinnern zählen u. a. Kaizers Orchestra, Kygo, Röyksopp und Sigrid.